# Honungsväxt
Honungsväxter eller bifoderväxter är växter som uppskattas av bin. Biodlare kan ibland kalla dem biväxter och de riktigt bra honungsväxterna kallas också dragväxter, för att de vid blomning bidrar till en hög aktivitet i bikupan. Karl von Frisch beskrev bins förmåga att organisera luftbroar mellan kupan och de attraktiva blombestånden. Denna förmåga skiljer biet från humlor, som har ett mer vagabonderande sökande efter blommor. Humlor har med sin långa tunga tillgång till fler blommor från olika växtarter och humlor negligerar inte heller blommor med lägre sockerhalt i nektarn. Den lagrade maten i humleboet, bestående av nektar och pollen (ej honung), blir följaktligen annorlunda, eftersom valet av besökta blommor är annorlunda och utbytet av nektar och pollen från olika blommor är olika.     
Den avgörande faktor som skiljer olika arter av insekter, när de söker nektar som föda, är formen på blommans kalk. Är blomkalken djup utestängs djur med kortare tunga, men växten kan ändå vara en utmärkt nektarkälla. Bondsyrénen utestänger bin, men humlor och dagfjärilar finner nektar i blommorna. Det finns dock vissa insekter med kort tunga eller snabel, som löser detta hinder genom att bita hål på de blomdelar, som sitter i vägen.
Fjärilsväxter är också utmärkta nektarkällor. De växter som fjärilar föredrar kan i några fall vara desamma som bin gillar. I andra fall är bin totalt utestängda. 
Vildkaprifolen öppnar nektarflödet nattetid och har en mycket djup blomkalk som i o f s utestänger bin, men f ö flyger varken humlor eller bin nattetid. Vildkaprifol passar därför bättre för fladdermöss, där vissa arter uppskattar nektar och pollen.
Bifoderväxter planteras eller sås av människor för att öka inkomsten från bikupor. En svacka i binas drag kan repareras om en växt med blomning vid rätt tidpunkt introduceras för dem. Stora ytor besådda med lämpliga växter, som blommar före slutskattningen av bikuporna, kan vara nödvändiga för lönsam biodling.